# DNS zapisi
Imena domena se uz pomoć DNS-a (engl. Domain Name System) prevode u jedinstveni numerički kod (IP adresa) koji identifikuje određeni računar (ili neki drugi uređaj) povezan na internet. DNS je servis koji preslikava imena hostova u IP adrese. Usluga DNS se može definisati kao distributivna baza podataka sa DNS zapisima i protokolima aplikacionog sloja koji omogućava pretraživanje te distribuirane baze podataka.

## DNS zapisi
DNS serveri koji zajedno koriste distribuiranu DNS bazu podataka čuvaju zapise o resursu (engl. Resource Record, RR) , uključujući i zapise koji se odnose na preslikavanje naziva računara u njihove IP adrese. U svakoj DNS poruci sa odgovorom nalazi se jedan ili više ovakvih zapisa o resursu. Zapis o resursu (engl. Resource record) je standardna DNS struktura za bazu podataka koja sadrži informacije koje se koriste prilikom procesuiranja DNS upita.

### Upotreba DNS zapisa
DNS zapisi se koriste za usmeravanje saobraćaja na vaš domen i iz njega. Ti zapisi povezuju naziv domene s određenom IP adresom.
Korisnici mogu da pristupe DNS Resources Records (zapisima) sami za sebe, ili mogu da poseduju mrežne komponente koji će pristupati zapisima u DNS bazi umesto njih. Evo nekih primera kad se koriste DNS Resource Records:
- Korisnik pregleda veb-sajt (engl. Web site) i šalje forward lookup[2] upit ka DNS serveru.
- Kada se korisnik prijavi na računar u domenu, proces prijavljivanja locira domenski kontroler preko DNS servera.

### Osnovna polja DNS zapisa
DNS zapisi o resursu (resource record, RR) koji se čuvaju u bazi podataka imaju četiri važna polja: IME, VREDNOST, TIP i TTL.
- Značajna polja ime i vrednost zavise od polja tip.
- Vrednost predstavlja (najčešće) IP adresu u koju se prevodi ime a navedeno je pod zadnjim poljem u svakom zapisu gde inače piše i tip polja.
- Tip polja može biti A, NS, CNAME, MX, PTR itd.
- TTL vrednost je vreme trajanja važnosti zapisa iskazana u sekundama koja je obuhvaćena DNS zapisom iz povratnih DNS upita. Ono nam ukazuje na vreme koliko će se neki zapis čuvati u keš-u (engl. cache-u) klijenata ili ostalih DNS servera. Kao deo upravljanja DNS serverom, administrator može da konfiguriše TTL iznos, koji se koristi u zapisima (Resource Records) unutar zone da bismo odredili koliko dugo će se keširati zapisi na klijentima. TTL iznos je tajm aut iznos koji je prikazan u sekundama i uključen je u DNS zapisima koji se vraćaju u DNS upitu. Iznos tajmera govori primaocu upita koliko dugo može da drži ili koristi Resource Record (zapis) ili bilo koje podatke koji su uključeni pre isteka i odbacivanja podataka. TTL iznos za zonu je postavljen na svim zapisima koji su kreirani u zoni. TTL iznos za zapis je postavljen samo za taj zapis. TTL proces funkcioniše na sledeći način:

1. Zapis u zoni se šalje ka drugim DNS serverima i DNS klijentima kao odgovor na upite.
2. DNS server i DNS klijenti koji drže zapise u svom kešu, drže taj zapis sve dok ne istekne TTL period koji je dodeljen tom zapisu.
3. Kada TTL period istekne, zapis se uklanja iz keša i na DNS server i na DNS klijentu.

## Najvažniji tipovi DNS zapisa
Različiti tipovi zapisa predstavljaju različite tipove podataka koji se smeštaju u DNS bazu podataka. Najvažniji tipova zapisa zajedno sa opisom:
- A – ovo su najčešći zapisi u DNS-u. Zapisom tipa A nudi se uobičajeno preslikavanje naziva računara u njegovu IP adresu.
- AAAA i A6 - povezuju odgovarajuće domensko ime sa IPv6 adresom (128bitna adresa). Moguće je naći i AAAA i A6 zapis pri čemu se oni razlikuju u nekim detaljima. A6 zapis je nesto fleksibiliniji od straog AAAA zapisa ali i komplikovaniji.
- CNAME (engl. canonical name) – Preusmerava jedan domen prema drugom u DNS sistemu. Kada server imena potraži domen i pronađe CNAME zapis, on zamenjuje prvo ime domena koristeći CNAME, a zatim traži novo ime. CNAME zapis ili zapis o kanonskom imenu je DNS ekvivalent Microsoft Windows prečici ili Apple Mac pseudonimu. CNAME zapis je pseudonim za zapis o adresi (A) koji IP adresu mapira u ciljni server. Nije neophodno da ciljni server bude prisutan u okviru istog domena kao i sam CNAME zapis. Pseudonim možete da definišete u jednom domenu tako da usmerava na ciljni server koji se nalazi u sasvim drugom domenu.
- DS - dodaje se na mestu prekida zone ( mesta gde se vrši delegacija ) da bi se pokazalo kako je delegirana zona digitalno potpisana i da dotična prepoznaje određeni ključ kao ispravni vlastiti ključ. Ovime se eksplicitno definiše delegacija, umesto implicitno kao do sada.
- LOC - zapis u koji je moguće spremiti GPS podatke o određenom čvoru ili domeni.
- KEY - javni ključ koji je autoriziran od SIG zapisa.
- KX - omogućava metodu za delegiranje autorizacije za neki čvor u ime jednog ili više čvorova, kako bi pružili servise razmene ključeva.
- MX – MX zapis ukazuje na postojanje Simple Mail Transfer (SMTP)[3] e-mail servera. Adresa servera zaduženog za elektronsku poštu. U slučaju da ovaj zapis ne postoji, e-mail se isporučuje koristeći A zapis. MX zapis koji se koristi za dokazivanje vlasništva nad domenom je zaseban zapis u odnosu na MX zapis koji koristite za usmeravanje pošte i on ukazuje na nevažeće ime MX servera koje se ne može koristiti za usmeravanje pošte. Da biste podesili usmeravanje pošte pomoću MX zapisa, morate da kreirate poseban MX zapis.
- NS – Identifikuje servere imena koji su „najautoritativniji serveri imena“ za domen. Kada promenite ove servere, menjate mesto gde se DNS zapisima upravlja i gde DNS sistem traži informacije o serveru za poštu, itd. NS zapis se nalazi u svim Forward lookup i Reverse lookup[4] zonama. Kad god DNS server treba da pošalje upit ka delegiranom domenu, on obavezno čita NS zapis u potrazi za DNS serverima za traženu zonu. NS zapis razrešava ime domena (koje je identično kao i roditeljski folder ) u host ime.
- PTR – PTR zapis se koristi za pronalaženje DNS imena koje odgovara IP adresi. PTR zapisi se nalaze samo u Reverse lookup zonama. Reverse lookup zona sadrži pointer (PTR) zapis koji mapira IP adresu imena hosta i njena funkcija je suprotna od Forward lookup zone tj. razrešavanje IP adresa u imena računara tj. PTR zapisi prevode IP adresu u host ime.
- RP - zapis o odgovornoj osobi za domenu ili čvorove.
- SIG - predstavlja potpis radi autentifikacije podataka u DNSSEC-u.
- SOA zapis je prvi zapis u svim zonskim fajlovima. SOA zapis identifikuje e-mail adresu adminstratora koji upravlja zonom.
- SRV – Navodi informacije o dostupnim uslugama tj. ukazuje na mrežni servis[5] koji hostuje ponude. SRV zapis razrešava ime servisa u host ime i port.
- TSIG - omogućava jednostavnu autentifikaciju koristeći deljene tajne ključeve i hashiranje za DNS transakcije.
- TXT –Text ili TXT zapisi su zapisi o resursu u DNS koji mogu da sadrze proizvoljan tekstualan zapis do 255 bajtova.

Postoje još neki retko korišćeni zapisi kao što su:
AFSDB (engl. AFS database location code), HINFO (engl. host information), ISDN (engl. ISDN address), MB (engl. mailbox),MR (engl. mail rename domain code), NULL (engl. null record), RT (engl. route through), X25 (engl. X25 PSDN address), MINFO (engl. mailbox or mailing list information), PX (engl. pointer to X.400/RFC822 mail mapping information), NSAP (engl. network service access point address), NAPTR (engl. naming authority pointer).

## Literatura
1. James F. Kurose, Keith W. Ross, Umrežavanje računara, Cet, Beograd, 2009.
2. DNS OSNOVE[мртва веза]
3. Domain Name System

## Spoljašnje veze
- Baza podataka
- Mrežne komponente Архивирано на веб-сајту  (25. новембар 2011)
- Umrežavanje računara
- Napadi na računarske sisteme
- Digitalni potpis Архивирано на веб-сајту  (18. мај 2013)